# Province de Yên Bái
Yên Bái est une province  de la région du Nord-Est du Viêt Nam.

## Administration
Yên Bái est composé des villes de Yên Bái et Nghĩa Lộ et de 7 districts:
1. District de Lục Yên
2. District de Mù Cang Chải
3. District de Trạm Tấu
4. District de Trấn Yên
5. District de Văn Chấn
6. District de Văn Yên, Yên Bái
7. District de Yên Bình

## Galerie

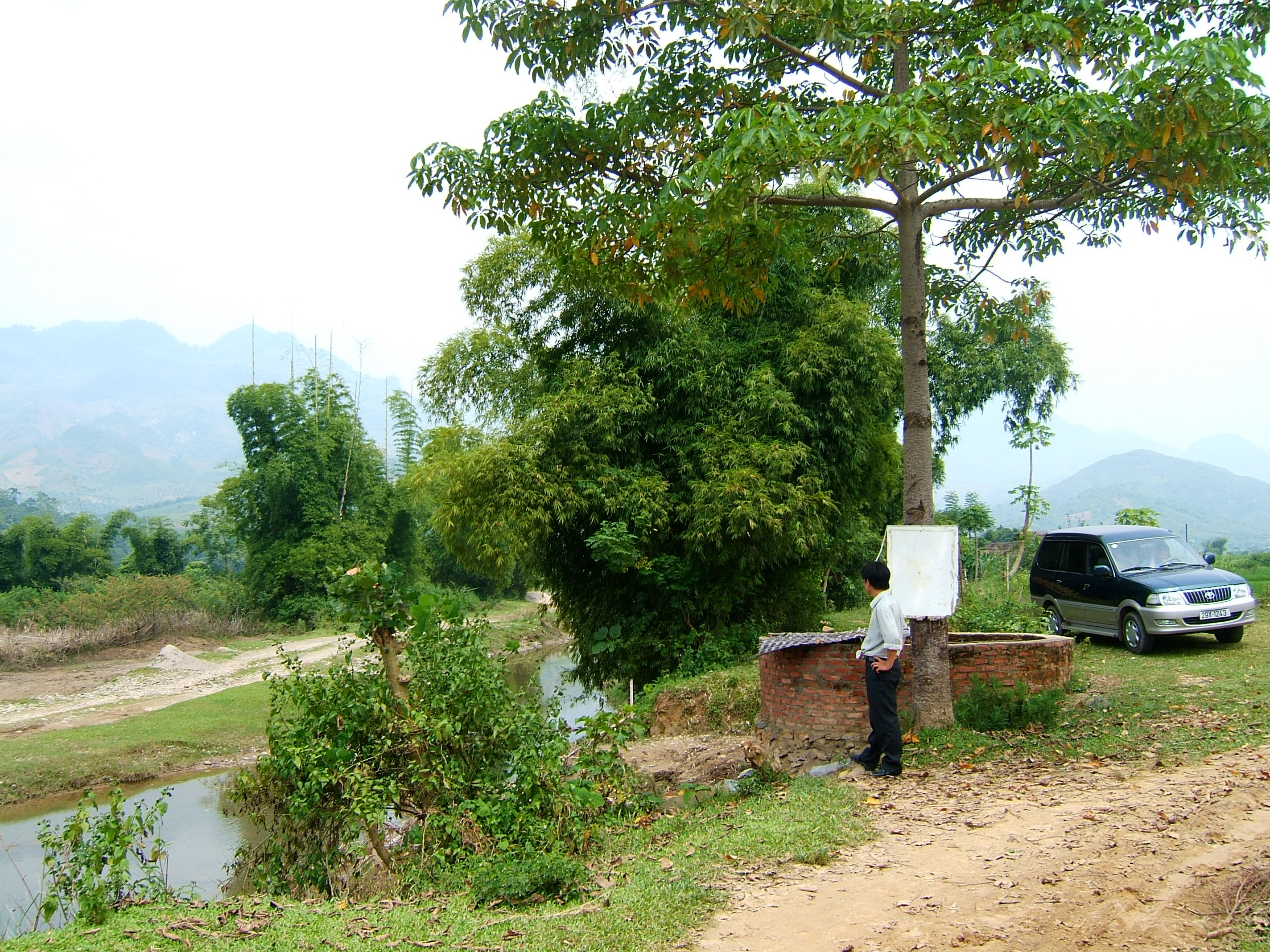
Suoi Khoang, district de Văn Chấn
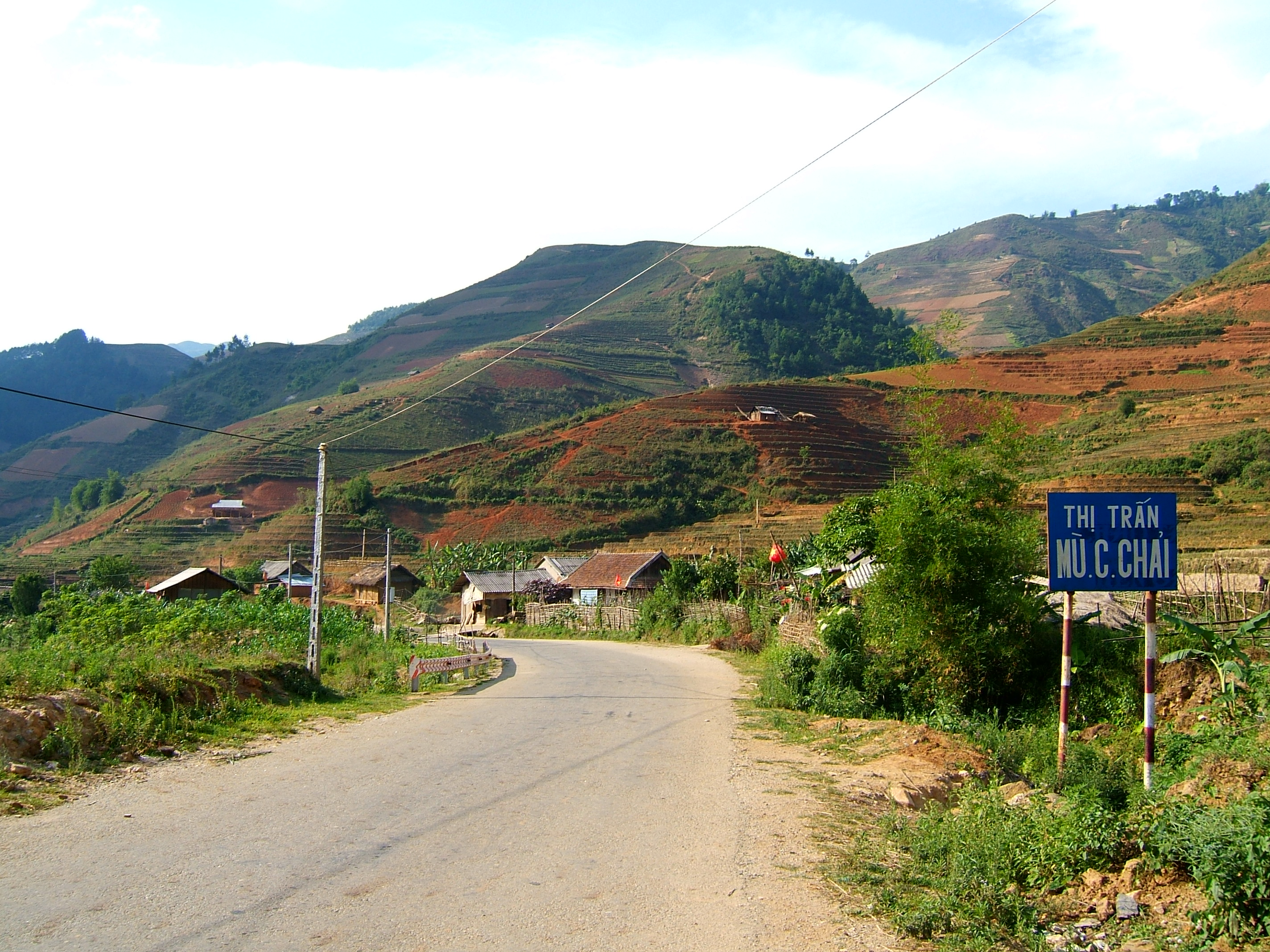
Ville de Mu Cang Chai.
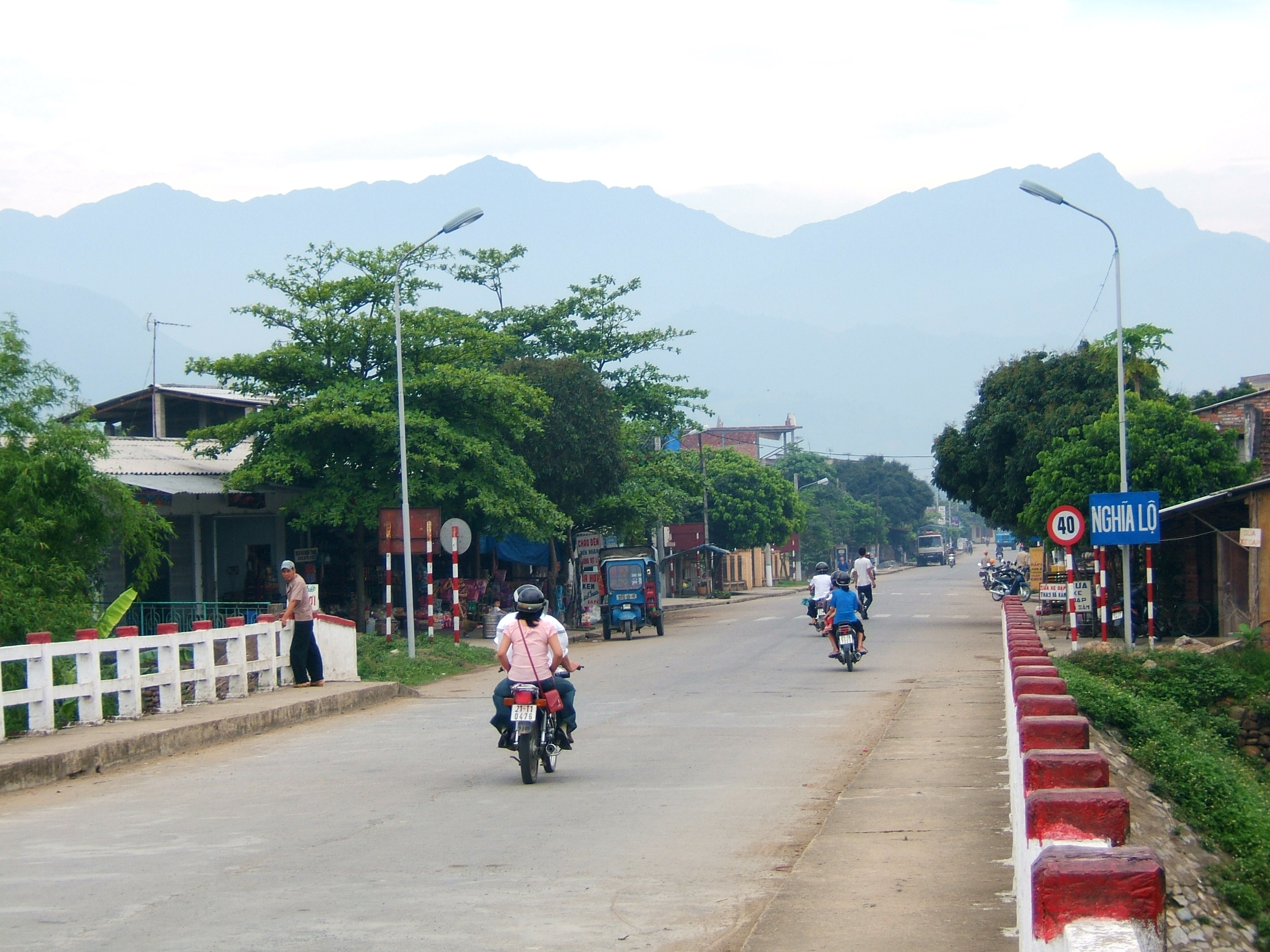
Nghĩa Lộ
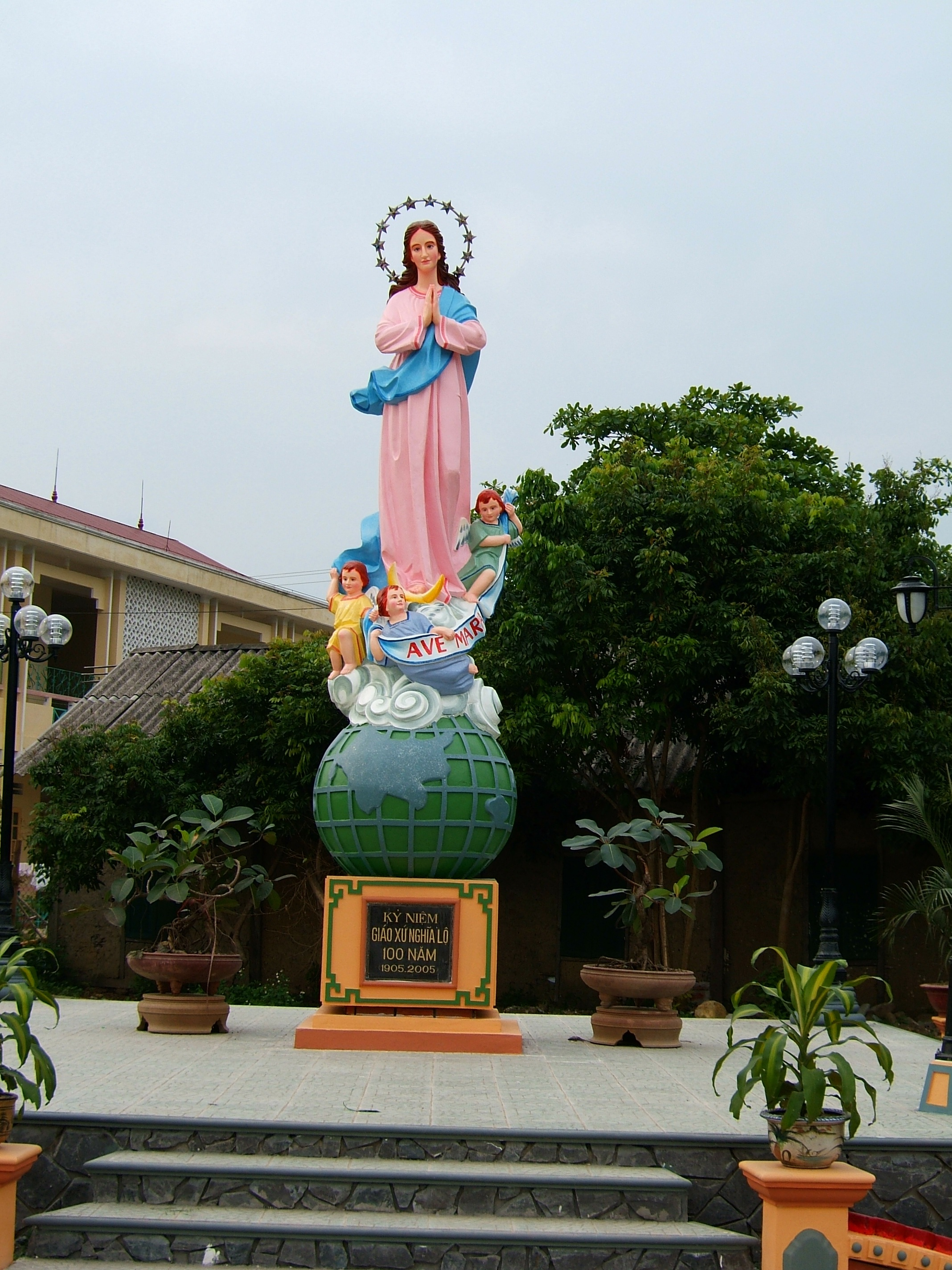
Nghĩa Lộ.
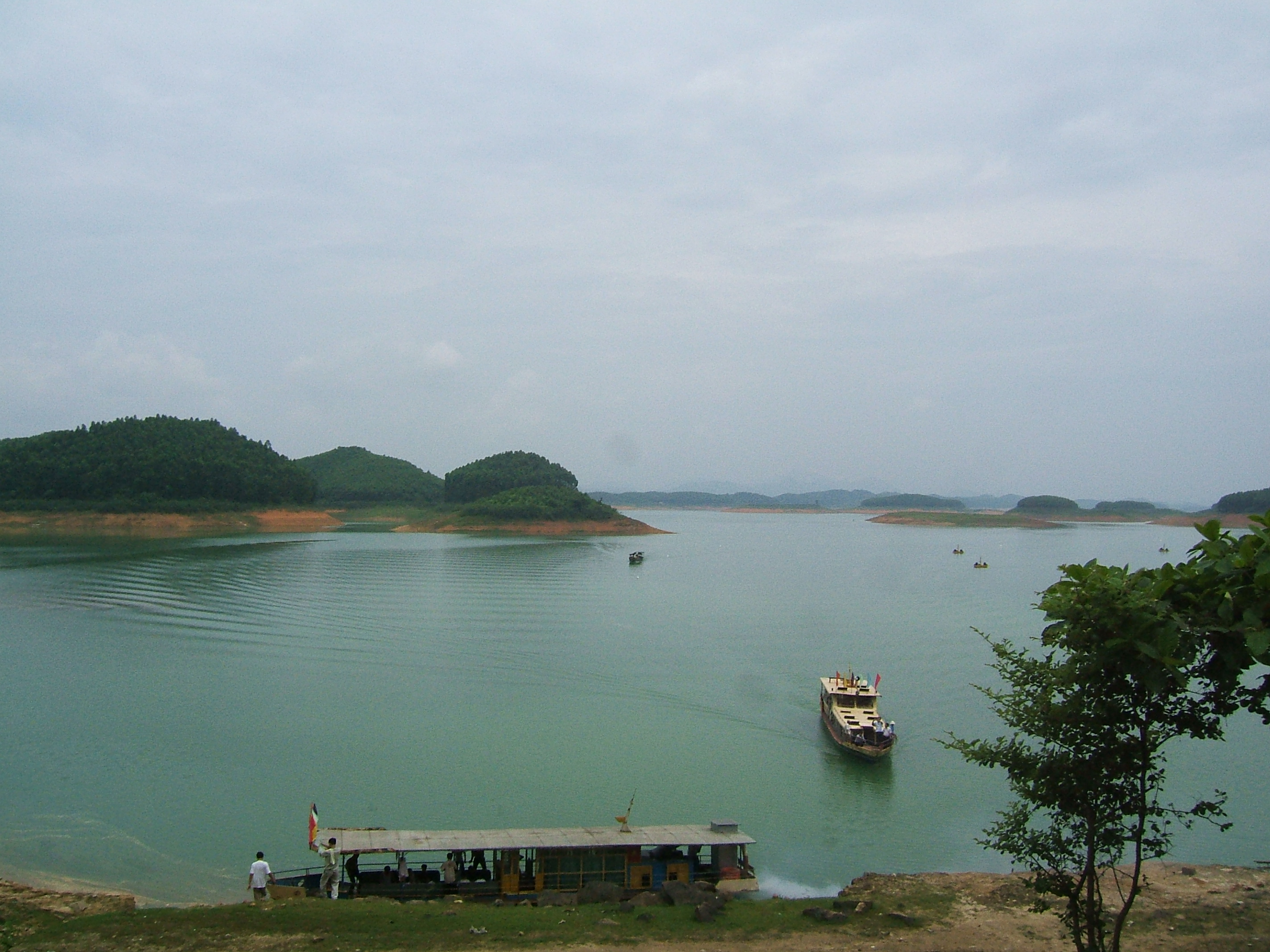
Le lac Thác Bà.